# Parque nacional de Nki
El Parque nacional de Nki (en francés: Parc national de Nki) es un área protegida en el sureste de Camerún, situado en la provincia de Oriente. Las ciudades más cercanas a Nki son Yokadouma, Moloundou y Lomie, más allá de que son en realidad tierras rurales. Debido a su lejanía, Nki ha sido descrito como "la verdadera última tierra salvaje". Tiene un ecosistema amplio y variado, y es el hogar de más de 265 especies de aves, y sus bosques contienen algunas de las más importantes poblaciones de elefantes de bosque de cualquier país con una densidad de elefantes de aproximadamente 2,5 habitantes por kilómetro cuadrado en Nki y el vecino Parque nacional Boumba Bek combinados.